# Țiriac Foundation Trophy
Țiriac Foundation Trophy este un turneu de tenis desfășurat în București, capitala României. Acesta este un eveniment WTA 125 cu un premiu în bani de 115.000 de dolari.

## Rezultate

### Simplu
| An   | Campioană              | Finalistă              | Scor          |
| ---- | ---------------------- | ---------------------- | ------------- |
| 2022 | Irina-Camelia Begu (2) | Réka Luca Jani         | 6–3, 6–3      |
| 2023 | Astra Sharma           | Sara Errani            | 0–6, 7–5, 6–2 |
| 2024 | Miriam Bulgaru         | Kathinka von Deichmann | 6–3, 1–6, 6–4 |

### Dublu
| An   | Campioane                            | Finaliste                               | Scor             |
| ---- | ------------------------------------ | --------------------------------------- | ---------------- |
| 2022 | Aliona Bolsova Andrea Gámiz          | Réka Luca Jani Panna Udvardy            | 7–5, 6–3         |
| 2023 | Angelica Moratelli Camilla Rosatello | Valentini Grammatikopoulou Anna Siskova | 7–5, 6–4         |
| 2024 | Carole Monnet Darja Semeņistaja      | Aliona Bolsova Katarzyna Kawa           | 1–6, 6–2, [10–7] |